# Spilosoma luctuosa
Spilosoma luctuosa là một loài bướm đêm thuộc phân họ Arctiinae, họ Erebidae.